# Govind Rao Gaikwar
Shrimant Maharaja Govind Rao Gaikwar, Sena Khas Khel Shamsher Bahadur fou maharaja de Baroda, fill gran de Shrimant Maharaja Damaji Rao Gaikwar Sena Khas Khel Shamsher Bahadur i Maharaja de Baroda. A la mort de Damaji era presoner a Poona i va reclamar la successió 
o gaddi. El peshwa va fer de mediador i el va alliberar i el va reconèixer com a Sena Khas Khel a canvi de pagar un fort tribut. Però el fill més jove de Damaji, de nom Fateh Singh Rao Gaikwar (I), es va apoderar de la ciutat de Baroda en nom d'un germà més gran, Sayaji Rao I Gaikwar. El 1771 Fateh Singh va anar a Poona i va obtenir del peshwa la revisió de la seva decisió; Sayaji Rao va ser reconegut com a Sena Khas Khel i Fateh Singh com el seu mutalik; just llavors Khande Rao, fill petit de Pilaji Rao Gaikwar i germà per tant de Damaji Rao Gaikwar, que era governador de Kadi, va iniciar una agitació, nominalment al servei d'un o altre pretendent, alternativament. Fateh Singh, convençut que en aquesta situació el govern de Poona (el peshwa) annexionaria Gujarat, va retornar a Baroda i va iniciar contactes amb la Companyia Britànica de les Índies Orientals. El 1772 quan Broach fou conquerida per assalt pels britànics va signar un tractat amb el govern de Bombai per una partició dels ingressos dels territoris conquerits, però altres propostes de Fateh Singh foren refusades i Fateh i Govind van lluitar per un temps sense intervenció exterior.
Raghuba mentre havia aconseguit ocupar el poder com a peshwa i va anul·lar la decisió que afavoria a Sayaji Rao i va reconèixer al seu antic aliat Govind Rao com a Sena Khas Khel. Raghuba no obstant fou expulsat de Poona no gaire després i es va establir una regència en nom del seu besnebot Madhava Rao II, un infant; el març de 1775, va obtenir el suport del govern de Bombai amb el qual va signar el tractat de Surat en el qual es comprometia a obtenir de Govind Rao Gaikwar la cessió de la seva meitat en els ingressos de Broach (ciutat i pargana) a favor de la companyia britànica, i a canvi seria ajudat a recuperar el poder; però el tractat fou desautoritzat pel governador general que va signar un tractat diferent (Tractat de Purandhar) amb la regència de Poona (1776) i altre cop els rivals de la família Gaikwar van mantenir la disputa entre ells sense intervenció. El febrer de 1778 en circumstàncies poc conegudes, Fateh Singh va aconseguir altre cop el nomenament pel seu pupil del títol de Sena Khas Khel, i Govind Rao es va haver d'acontentar amb un jagir de 2 lakhs.
Fateh Singh va morir el desembre de 1789 i el seu lloc el va ocupar un altre germà, Manaji Rao Gaikwar.
El 1791 hi va haver una epidèmia de fam. El 1792 va morir Sayaji Rao i tot i les reclamacions de Govind Rao, fou el regent Manaji Gaikwar el que va agafar el poder i va pagar una forta quantitat a Poona per la confirmació. Sindhia va donar suport a Govind Rao i la rivalitat entre aquest i Manaji va restar viva fins a la mort d'aquest darrer, el mes d'agost de 1793. Llavors Govind Rao, amb un fort pagament, va poder accedir finalment al poder i va rebre el títol de Sena Khas Khel. Les peticions de Poona foren tan exagerades que va ser necessària la intervenció britànica. Abans d'entrar a Baroda, Govind Rao va haver de lluitar una vegada més, ara contra el seu fill il·legítim Kanhoji Gaikwar que es va revoltar; però traït per les seves pròpies forces el rebel es va haver de rendir al seu pare; més tard es va escapar i es va unir a la rebel·lió de Malhar Rao, fill i successor de l'agitador Khande Rao (que havia mort el 1785), però els dos homes aviat es van barallar i Kanhoji fou altre cop traït i empresonat; Malhar Rao pel seu costat va haver de comprar la pau.
En el regnat de Govind Rao es va produir la campanya contra Aba Shelukar, que havia rebut l'administració dels ingressos del districte d'Ahmedabad per compte del peshwa; hi va haver diversos enfrontaments i finalment Shelukar fou abandonat per les seves forces i empresonat a Baroda. Finalment les hostilitats es van aturar i el 1799 el peshwa va cedir el districte d'Ahmedabad als Gaikwar per cinc anys per un pagament anual. Govind Rao va morir el 19 de setembre de 1800 i el va succeir el seu fill gran i legítim Anand Rao Gaikwar. Es va casar vuit vegades i va deixar onze fills i una filla.